# Catedral d'Autun
La Catedral d'Autun (Cathédrale Saint-Lazare d'Autun) és una catedral catòlica, i monument nacional de França, a la ciutat d'Autun. Famosa per la seva inspiració en l'Abadia de Cluny i les escultures romàniques de Gislebertus; és la seu del bisbe d'Autun.

## La Catedral de sant Naza
La primera catedral d'Autun va ser construïda a partir del segle v, i posteriorment dedicada a sant Nazari; va ser ampliada i reconstruïda diverses vegades. Cap al 970 va aconseguir unes relíquies de sant Llàtzer provinents de Marsella. Gradualment es va convertir en un objecte de pelegrinatge i va tenir dificultats per a encabir les multituds que la visitaven. El bisbe d'Autun, Etienne de Bâgé, va decidir, cap al 1120, per la construcció d'una nova catedral com a església de pelegrinatge i per a la millor veneració de les relíquies. La catedral nova va ser construïda al nord de la catedral anterior de Sant Nazara, de la qual es poden encara veure algunes restes.

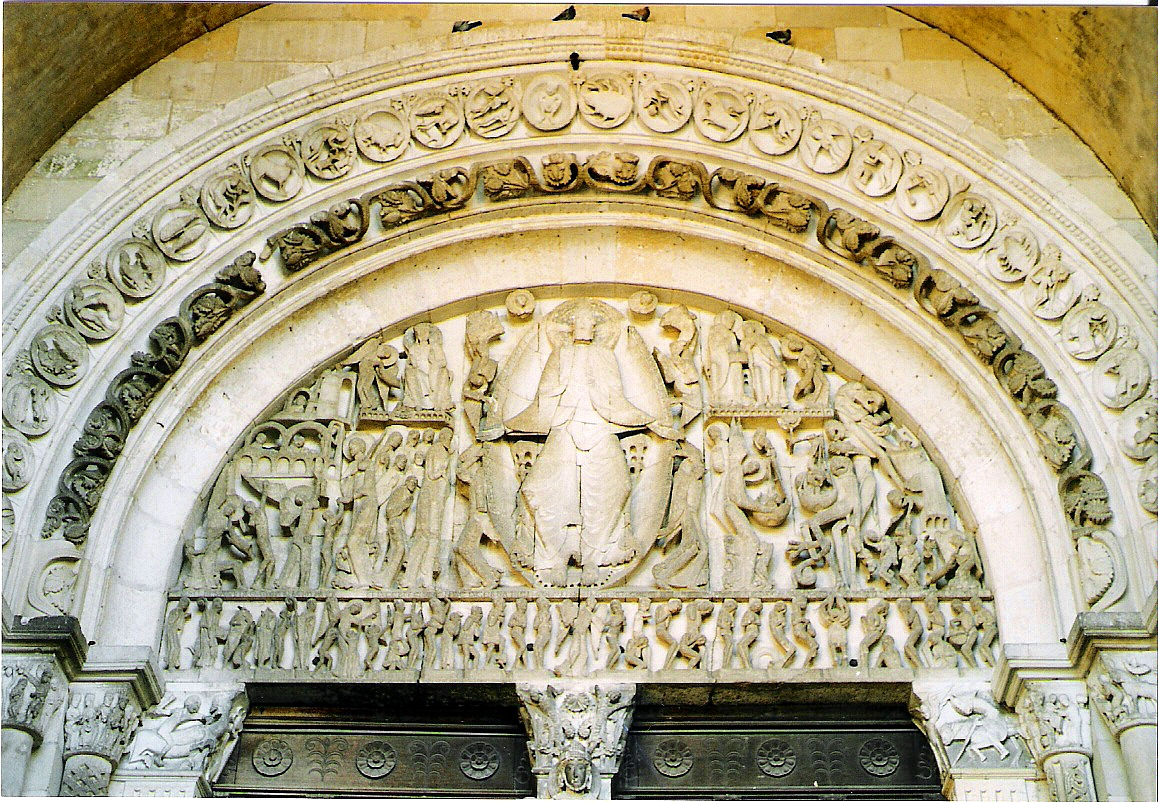
El Judici Final per Gislebertus al timpà occidental

## La Catedral de sant Llàtzer
La construcció de la catedral nova de sant Llàtzer va començar al voltant de 1120 i va avançar prou ràpidament perquè l'edifici fos consagrat el 1130. Va estar acabada el 1146, quan es varen traslladar les relíquies de Llàtzer des de la catedral vella. La tomba de Llàtzer, santuari de les relíquies, va ser construïda al cor, el 1170-1180 i destruïda el 1766. El nàrtex o pòrtic no es va completar fins al final del mateix segle.
L'edifici nou estava inspirat a l'Abadia de Cluny, tant en disposició com en decoració. El disseny fou obra del bisbe Etienne de Bâgé, especialment influït per l'abadia Cluny de Paray-le-monial.
Uns anys després de 1146 les dues catedrals operaven simultàniament, amb sant Llàtzer com catedral d'estiu (des de Pasqua fins al Dia de tots Sants) i Sant Nazari com la catedral d'hivern. Sant Llàtzer va ser confirmava finalment com a catedral d'Autun el 1195.
Al segle xv l'aparença romànica de l'exterior va ser àmpliament modificada amb l'addició d'agulles i capelles laterals. El 1462 el bisbe Jean Rolin va fer construir un campanar nou en substitució del romànic, destruït per un llamp.
Des de 1793 fins a 1805 va allotjar la pintura famosa La Mare de Déu del canceller Rolin de Jan van Eyck, actualment al Museu del Louvre.
Les torres bessones que la flanquegen daten del segle xix.

## Arquitectura
És destacable el timpà occidental (1130-1135), signat Gislebertus hoc fecit ("Gislebertus va fer-ho") i és considerada entre les obres mestres de l'escultura romànica a França. Descriu l'escena del Judici Final; el cap de Crist està totalment esborrat. Gislebertus també va esculpir una figura d'Eva, al portal nord, el primer nu de gran mida de l'art europeu des de l'antiguitat i un model de gràcia sinuosa.
L'interior té una nau central i dues naus laterals, dividides per pilars massius tallats longitudinals. L'elevació de les naus és de tres nivells: gran arcada, trifori i lluerna, cada un marcat per una cornisa. La nau està coberta per una volta de canó per sobre d'arcs transversals. Gran part dels capitells varen ser esculpits per Gislebertus: alguns d'ells tenen delicades representacions de la Fugida a Egipte i l'Adoració dels Reis Mags.
Altres treballs originals inclouen el Martiri de Sant Simforià d'Autun, d'Ingres, al transsepte sud.